# Сардинка кругла
Сардинка кругла (Sardinella aurita) — вид риб з роду Сардинка (Sardinella), родини оселедцевих (Clupeidae). Поширені у східній Атлантиці від Гібралтару до Салдан'я-Бей, Південна Африка. Також відомі з Середземного моря, окремі випадки в Чорному морі. У західній Атлантиці від Кейп-Код у США до Аргентини, також Багами, Антіли, Кариби та Мексиканська затока.

## Промисел

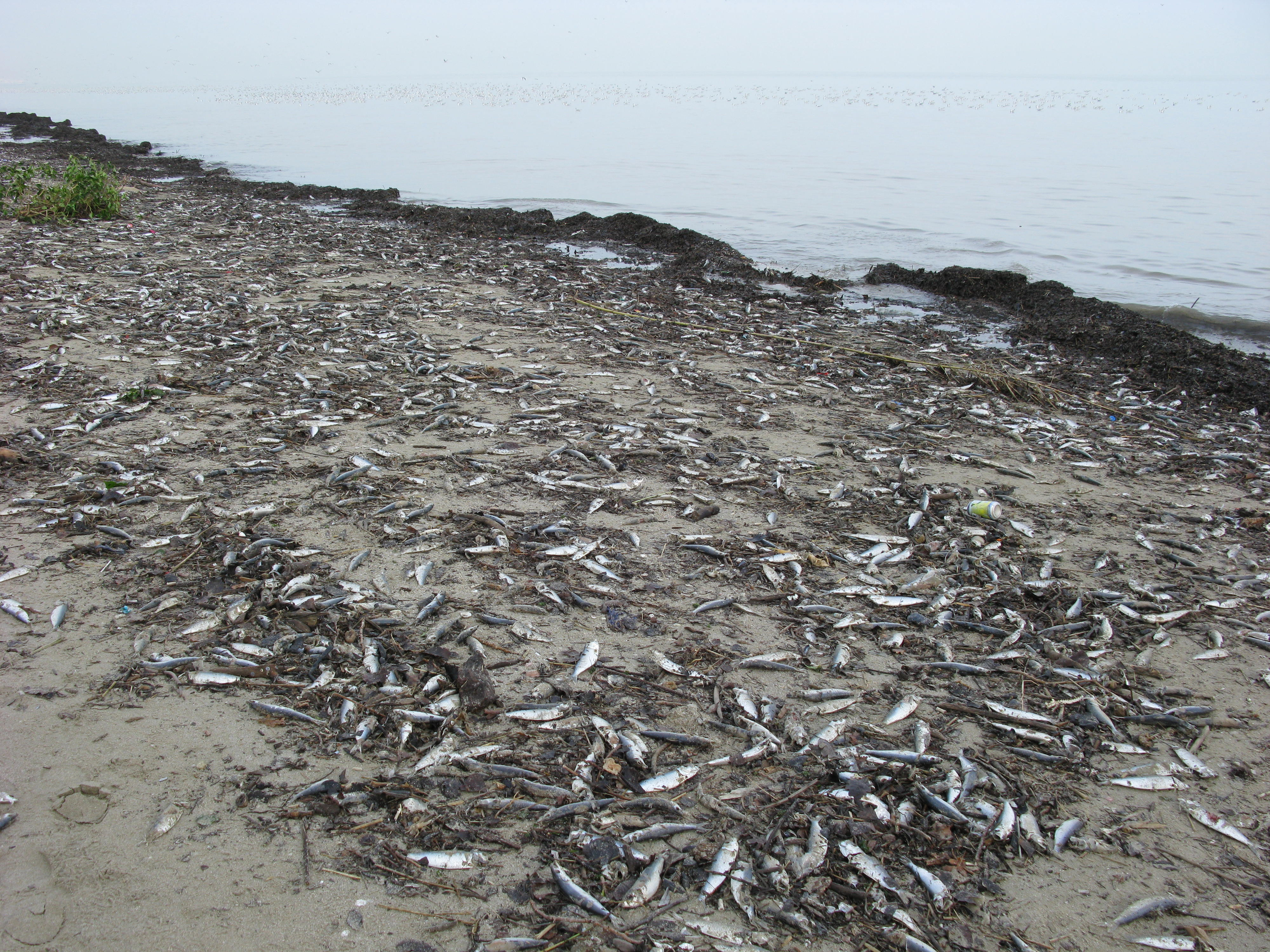
Замор сардинки в Адріатичному морі

Є важливим об'єктом промислу, в Україні відомі під торговою маркою «Сардинелла» (від наукової назви роду — Sardinella). Основні місця промислу — узбережжя Західної Африки, Середземне море, вздовж берегів Венесуели і Бразилії. Даними на 1983 р. вилов становив 1 983 000 тонн.